# U.S. Route 371
La U.S. Route 371 (US 371) est une US Route auxiliaire de la US 71 se trouvant en Louisiane et en Arkansas. Le terminus sud de la route est à la jonction avec l'I-49 à Evelyn, Louisiane et son terminus nord se trouve à l'intersection avec la US 59 / US 70 / US 71 à De Queen.

## Description du tracé

### Louisiane
La US 371 débute à l'intersection de l'I-49 au sud-ouest de Coushatta. Elle constitue le prolongement de la LA 177. Elle se dirige vers le nord-est jusqu'à Coushatta, où elle rencontre la US 71. Les routes forment un multiplex dans la ville et la US 371 poursuit son trajet vers le nord. Elle se rend ensuite à Sibley puis Minden, où elle forme un multiplex avec l'I-20 vers l'ouest. Peu après, le multiplex prend fin et la route poursuit son trajet vers le nord. Elle passe par Cotton Valley, Sarepta et Springhill où elle atteint la frontière de l'Arkansas.

### Arkansas
La US 371 entre en Arkansas au sud de Taylor. Elle continue vers le nord et atteint cette ville. Elle bifurque ensuite vers le nord-est jusqu'à Magnolia où elle reprend la direction nord. Elle passe par Waldo, Rosston et Prescott avant de bifurquer vers l'ouest, le nord-ouest et l'ouest. Elle passe par Nashville et Lockesburg où elle reprend la direction nord. Entre Lockesbug et son terminus nord, un peu plus loin, elle est en multiplex avec la US 59 / US 71. C'est à la jonction avec la US 70, plus au nord, que la US 371 prend fin.

## Intersections majeures
Louisiane
 I-49 / LA 177 près de Coushatta
 US 84 près de à Coushatta. Les routes forment un multiplex jusqu'à Coushatta.
 US 71 à Coushatta. Les routes forment un multiplex dans la ville.
 I-20 à Minden. Les routes forment un multiplex jusqu'à Dixie Inn.
 US 79 / US 80 à Dixie Inn
Arkansas
 US 82 à Magnolia
 US 278 à Rosston. Les routes forment un multiplex dans la ville.
 US 67 à Prescott. Les routes forment un multiplex dans la ville.
 I-30 à Prescott
 US 278 à Nashville. Les routes forment un multiplex dans la ville.
 US 59 / US 71 à Lockesburg. Les routes forment un multiplex jusqu'à l'est de De Queen
 US 70 à De Queen